# 布雷達之降
《布雷達之降》（西班牙語：La rendición de Breda），亦稱為《長矛》（西班牙語：Las lanzas）是由西班牙黄金时代畫家委拉斯開茲所繪製的畫作。此畫作於1634年至1635年間完成，靈感來自將軍安布羅西奧·斯皮諾拉在1625年6月5日攻下布雷达的歷史事件。畫中描繪荷蘭人向西班牙人交出布雷達城鑰的場景。
此畫被認為是委拉斯開茲最傑出的作品之一。委拉斯開茲將《布雷達之降》構圖分成兩部分，畫面中包含荷蘭領袖賈斯汀努斯·范·拿騷與西班牙熱那亞裔將軍斯皮諾拉。作家詹·莫里斯曾稱其為「最具西班牙風格的畫作之一」。

## 背景
《布雷達之降》描繪了1624年發生於八十年戰爭期間的布雷達圍城戰的軍事勝利。該戰爭起因於西班牙國王腓力二世統治下，十七省聯盟（今荷蘭、比利時及盧森堡地區）發動的叛亂。委拉斯開茲捕捉了戰役結束的瞬間，並區分了雙方陣營：荷蘭軍與西班牙軍。 畫中將西班牙描繪為強大的一方，同時也呈現了雙方士兵臉上因戰爭而顯露的疲憊神情，真實反映了戰爭的殘酷。
此畫由西班牙國王腓力四世於1630至1635年間委託創作，並安置於位於馬德里東側市界的布恩雷蒂羅宮。畫作旨在讚揚西班牙的軍事成就與領土擴張，彰顯腓力四世的威望。當時西班牙正處於經濟衰退期。《布雷達之降》與其他十九幅畫作一起陳列於「王國大廳」（Hall of Realms）。
王國大廳的裝飾工程由西班牙大臣加斯帕尔·德·古兹曼負責指揮。委拉斯開茲受命繪製與騎馬主題、戰役場景相關的三幅畫作，其中包括《布雷達之降》。此畫不僅是王國大廳中最具代表性且氣勢磅礴的作品之一，也被視為委拉斯開茲的藝術巔峰之作。 古斯曼運用大量畫作裝飾王國大廳，其中《布雷達之降》成為最重要的畫作。

## 描述
《布雷達之降》構圖中央描繪了賈斯汀努斯·范·拿騷向斯皮諾拉及西班牙軍隊投降，並遞交城鎖的場景。出身熱那亞的將軍斯皮諾拉指揮著西班牙三列重裝步兵部隊，畫中可見矛兵、劍士與火槍手。畫作焦點不在戰鬥本身，而在於雙方和解的瞬間，刻意省略了通常伴隨激烈戰爭的血腥景象。
委拉斯開茲將畫面巧妙分為兩部分，細膩刻畫多名人物，並將戰役背景置於遠方。 投降場景位於前景，主角人物明顯置中，構圖重心集中於前方。畫面最前方呈現鑰匙交接的瞬間，背景則籠罩著戰火與死亡痕跡的濃煙。

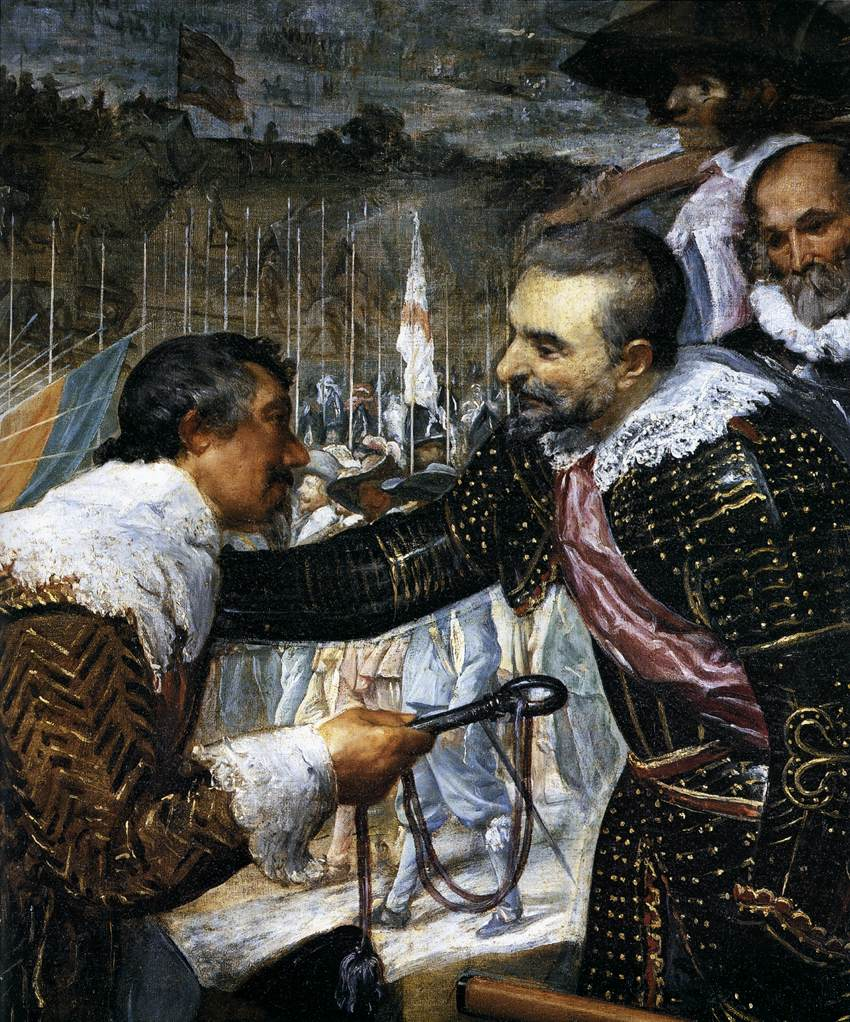
交出城鑰的瞬間

畫中描繪了眾多西班牙士兵，與之相比，荷蘭士兵數量較少，且其武器似乎因戰事而毀損、丟棄或已繳械投降。勝利的西班牙軍則站立於畫面右側直豎的長矛陣前。何塞·奧特加·加塞特形容這些長矛是「整幅畫的骨幹，且大大加強了這場本質上充滿活力場景所散發的平靜感」。 委拉斯開茲運用了高超的透視與空氣感技巧，使《布雷達之降》成為他最傑出的作品之一。

### 色彩
此畫色調明亮且使用鮮明色彩，展現出威尼斯画派的影響。 畫面未採用強烈的紅色或鮮豔的藍色，而是以寧靜的棕色調為主，前景則以深色陰影作襯托。此外，委拉斯開茲的用色手法與他曾前往義大利研習文藝復興藝術有關。除了色彩技巧的提升外，他在空間感、透視及光影運用上也有顯著進步。
1989年前後，普拉多博物館對此畫作進行了深入分析與研究。結果顯示，委拉斯開茲使用了與其他作品相同的顏料，包括含方解石的鉛白、混有少量木炭黑的天青石、赭石及朱砂。此畫繪於尺寸為307 cm × 367 cm（121英寸 × 144英寸）的畫布上。

## 評價與影響
委拉斯開茲這幅作品獲得廣泛讚譽，評論界普遍認為《布雷達之降》是西班牙最令人印象深刻的藝術作品之一。 此畫也確立了委拉斯開茲作為西班牙巴洛克藝術的傑出代表，巴洛克藝術強調與人性及人類表現方式的緊密關聯。
委拉斯開茲的同時代畫家彼得·保罗·鲁本斯被認為是《布雷達之降》創作靈感之一。儘管兩位巴洛克大師風格迥異，魯本斯於1624年完成的《以掃與雅各的和解》在構圖與哲學理念上與此畫頗為相似。 更常被提及的是，委拉斯開茲的作品與魯本斯於1635年完成的《匈牙利國王費迪南與樞機主教會面》有密切關聯。兩人作品完成時期接近，學界曾討論魯本斯後期作品受此影響，但更可能是兩位畫家互相激發，共創出風格相似的作品。 此外，委拉斯開茲的這幅畫似乎也受到他與斯皮諾拉一同前往義大利旅行的啟發。

## 歷史準確性

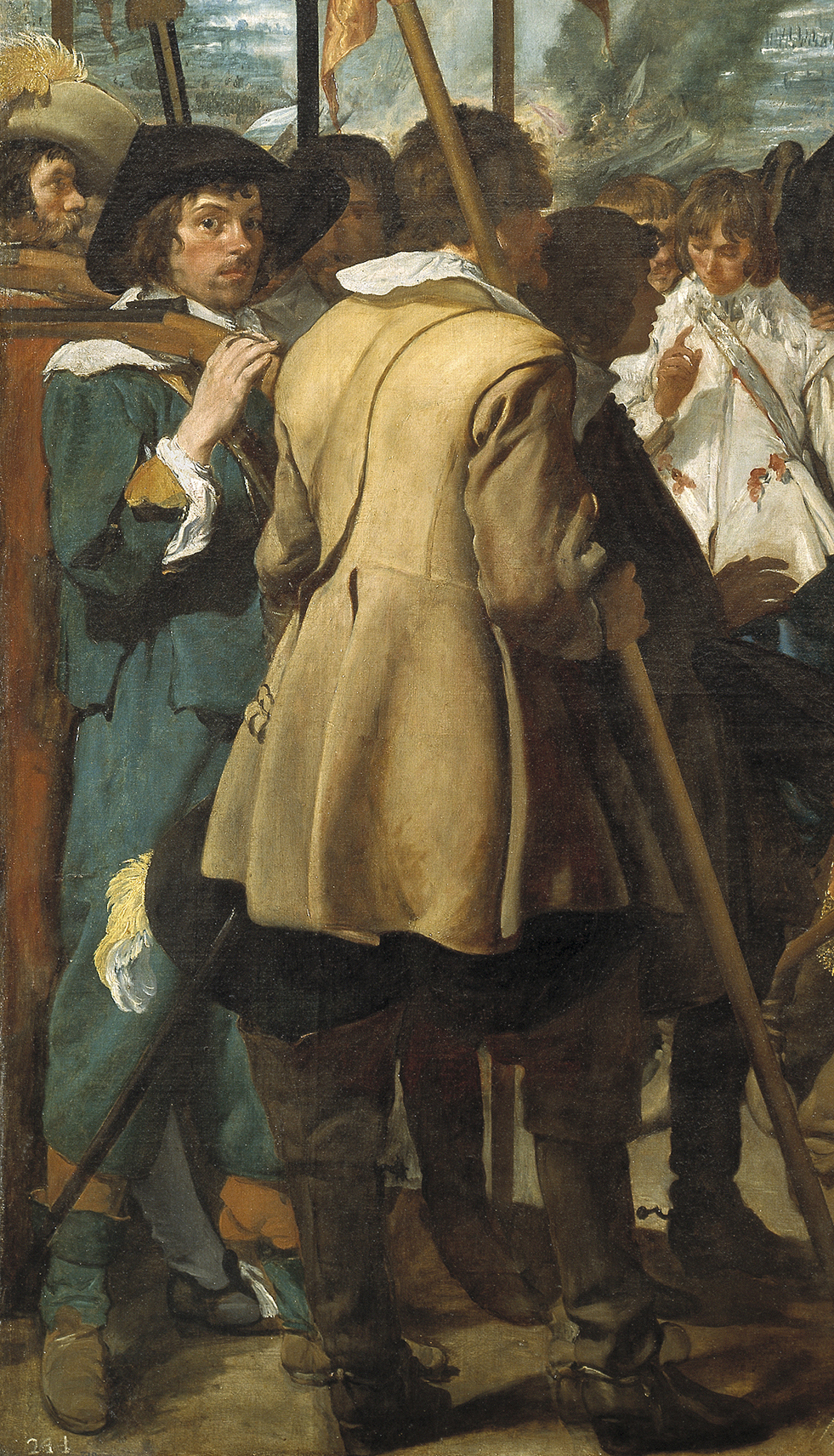
畫作細節

此畫描繪了1625年6月5日西班牙與荷蘭簽署投降協議三天後，雙方交換城鑰的情景。
根據目擊者的陳述，雙方將領均已下馬，斯皮諾拉在眾多王子及高階軍官所組成的「皇冠」簇擁下等待賈斯汀的到來。當時總督帶著家人、親屬及被圍困期間困於城內的軍事學院優秀學生一同出現。斯皮諾拉以親切的表情與言詞迎接並擁抱了戰敗的對手，讚揚他們長期抵抗的勇氣與堅韌。

畫中斯皮諾拉旗幟之一

《布雷達之降》讚揚了斯皮諾拉對荷蘭軍隊展現出的非凡尊重與尊嚴。斯皮諾拉「曾禁止部隊嘲笑或辱罵被擊敗的荷蘭人，且據當時報告，他本人亦向賈斯汀致敬。」此畫展現了戰爭中人性的光輝，讚揚斯皮諾拉對拿騷及荷蘭軍隊的體諒。
此外，委拉斯開茲與斯皮諾拉的關係，使《布雷達之降》具有特殊的歷史真實性。畫中斯皮諾拉的形象極為準確，且斯皮諾拉對戰役的記憶也影響了委拉斯開茲的創作視角。 委拉斯開茲「以謙遜的方式，欲為當時最具人道精神的將領之一立碑，藉由以只有他自己能掌握的手法，將其真實形象永存。」
然而，委拉斯開茲犯了一個明顯錯誤。或許根據斯皮諾拉的描述，他在賈斯汀·范·拿騷身後繪製了一面向勝利西班牙軍敬禮的荷蘭親王旗，該旗幟呈現藍、紅、白三色水平條紋。事實上，該旗幟顏色為橘、白、藍（數年後橘色被紅色取代）。

### 書籍
- 卡爾·尤斯蒂（英语：Carl Justi）. Diego Velázquez and his Times. London: H. Grevel & Co., 1889.
- López-Rey, José. Velázquez’ Work and World. Greenwich, CT: New York Graphic Society, 1968.
- 詹·莫里斯（英语：Jan Morris）著. Spain. London: Faber & Faber, 1964. * Museo Nacional del Prado, "The Surrender of Breda, or The Lances" (accessed July 3, 2009).
- Ortega y Gasset, José. Velazquez. New York: Random House, 1953. OCLC 989292513.
- White, John Manchip. Diego Velazquez: Painter and Courtier. Chicago: Rand McNally & Company, 1969.

## 外部連結
- 《委拉斯開茲》展覽目錄，紐約大都會藝術博物館出版（PDF全文線上提供），包含關於《布雷達之降》的資料（請見索引）。
- Khan Academy 文章